# Sebastian Korda
Sebastian Korda (født 5. juli 2000 i Bradenton, Florida, USA) er en professionel tennisspiller fra USA.